# The Martyred Presidents
The Martyred Presidents est un court métrage muet américain réalisé par Edwin S. Porter et sorti en 1901.

## Synopsis
Le film s'ouvre sur une scène montrant une personne en deuil, en face d'une pierre tombale. Puis apparaissent les visages des présidents américains Abraham Lincoln, de James A. Garfield et de William McKinley (tous trois assassinés pendant leur mandat) qui s'effacent peu à peu. Près d'un coin de la tombe, on remarque alors dans l'ombre la statue de la Justice…

## Fiche technique
- Réalisation : Edwin S. Porter
- Chef-opérateur : Edwin S. Porter
- Production : Edison Manufacturing Company
- Durée : 1 minute
- Date de sortie :  États-Unis : 19 octobre 1901